# Crème dépilatoire

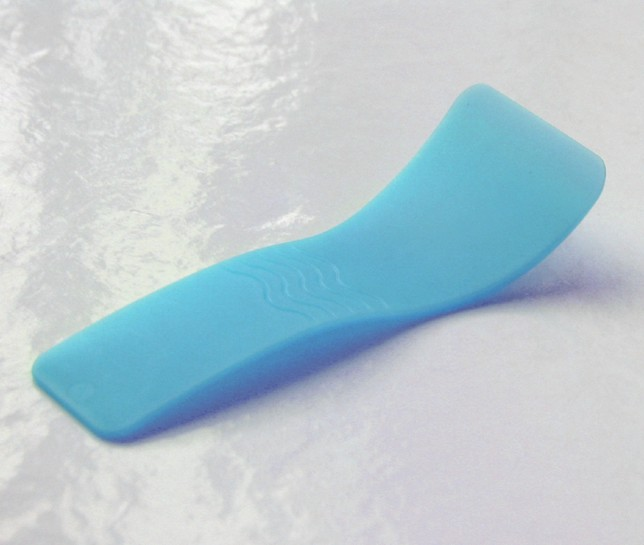
Une spatule généralement utilisée en conjonction avec une crème dépilatoire

Une crème dépilatoire est un produit cosmétique permettant l’épilation par désintégration des poils sur lesquels il est appliqué. Le principe actif le plus communément utilisé est l'acide thioglycolique.[réf. souhaitée]